# Fluy
Fluy là một xã ở tỉnh Somme, vùng Hauts-de-France, Pháp.

## Địa lý
Thị trấn này tọa lạc trên một cao nguyên, tại giao lộ của các đường D182 và đường D95, khoảng 7 dặm Anh về phía tây nam của Amiens.

## Dân số
| 1962                                                           | 1968 | 1975 | 1982 | 1990 | 1999 |
| -------------------------------------------------------------- | ---- | ---- | ---- | ---- | ---- |
| 251                                                            | 252  | 256  | 304  | 355  | 332  |
| Số liệu điều tra dân số từ năm 1962, dân số không tính hai lần |      |      |      |      |      |

In 1698, the population was 500 

## Địa điểm nổi bật
Giáo đường Saint Marie-Madeleine